# The Pedestrian
『The Pedestrian』（ザ・ペデストリアン）は、アメリカのインディーゲームスタジオSkookum Artsが開発し2020年1月29日に発売したアクションパズルゲーム。

## 概要
交通標識などのピクトグラムとして描かれているような棒人間を主人公とする作品。舞台の背景となる街並みは3Dで描写されているが、棒人間は街中に設置されたパネルなどの平面の中のみを移動できる。複数設置されたパネルは、表面に描かれている出入り口部分同士をつなぐことで行き来が可能となり、中盤からは扉を開ける鍵や仕掛けを作動させるスイッチなどのギミックも登場する。本作にはストーリー性がほとんどなく、台詞や説明文の類も一切ない。
本作の開発は2014年より開始された。『Portal』『The Talos Principle』『The Witness』といったパズルゲームから影響を受け、一方で、誰もが理解して体験できるゲームを目指すという考えからテキストが存在しないゲームを作ることになった。2017年1月18日から2月17日の期間にはKickstarterでクラウドファンディングが行われ、2万1000ドルの目標額に対し3万318ドルの資金が集まった。

## 評価
- 2017 SXSW Gaming Awards「Gamer's Voice Single Player」ノミネート[5]
- ウェビー賞2021 「Puzzle, Strategy & Trivia: Games」ノミネート[6]